# Південна зоря (роман)
«Південна зоря» (фр. L’Étoile du sud) — пригодницький роман з елементами наукової фантастики французького письменника Андре Лорі, написаний у співавторстві з Жулем Верном. Також відомий під назвою «Країна діамантів». Входить до умовної серії творів «Незвичайні подорожі». Опублікований у 1884 році.

## Публікація
Перша публікація роману — в журналі Етцеля «Magasin d'Éducation et de Récréation» з 1 січня по 15 грудня 1884 року під назвою «Південна зірка. В країні алмазів» (фр. L'Étoile du sud. Le Pays des diamants). В окремому виданні роман (під тим же заголовком) побачив світ 6 листопада 1884 року. Даний роман (з 60 ілюстраціями Леона Бенетта), разом з романом «Архіпелаг у полум'ї», увійшов до дев'ятнадцятого «подвійного» тому «Незвичайних подорожей» — він вийшов 13 листопада 1884 року.

## Зміст
Книга розбита на двадцять розділів:
- Перший розділ. Ох вже ці французи!
- Другий розділ. Вандергартова розсип
- Третій розділ. Перша розробка
- Четвертий розділ. Звичаї шукачів алмазів
- П'ятий розділ. Серйозний досвід
- Шостий розділ. Сюрприз
- Сьомий розділ. Джон Воткінс розмірковує
- Восьмий розділ. «Південна зірка»
- Дев'ятий розділ. Збори в дорогу
- Десятий розділ. По Трансваалю
- Одинадцятий розділ. Змова
- Дванадцятий розділ. Зрада
- Тринадцятий розділ. Африканські скачки
- Чотирнадцятий розділ. Страус, який розмовляє
- П'ятнадцятий розділ. Чарівна печера
- Шістнадцятий розділ. Повернення
- Сімнадцятий розділ. Венеціанське правосуддя
- Вісімнадцятий розділ. Копальні нового типу
- Дев'ятнадцятий розділ. Статуя командора
- Двадцятий розділ. Зникла «Зірка»

## Сюжет
Південна Африка, кінець XIX століття, епоха «діамантової лихоманки». Французький інженер Сипрієн Мері просить у місцевого власника алмазних копалень Воткінса, руку його дочки Еліс, але отримує зарозумілу відмову. Зневірившись заробити капітал на копальнях, він створює перший в світі штучний алмаз «Південна зірка» — найбільший алмаз у світі. Однак алмаз незабаром зникає, а підозра падає на слугу Сіпрієна, кафру Матакіта. Матако, боячись розправи з боку англійського суду, втікає углиб Африки, а команда добровольців-мисливців переслідує його. Окрім Сіпрієна, команду складають троє його суперників, кожен з яких мріє одружитися з Еліс. Однак всі вони гинуть: один від лихоманки, інший — під час полювання на слона, третій — заплутується у мережі на птахів. За допомогою своїх вірних помічників — мисливця Фарамона Бартес, кафри Бардіка та китайця Лі - Сіпріену вдається в Кафрарії, в столиці тубільного царя, знайти Матакіта. Незважаючи на протести Сіпрієна, Матакіту заарештовують. Незабаром, цілком випадково, знаходиться й алмаз — у шлунку улюблениці Еліс, страусихи Дада, але при цьому з'ясовується, що алмаз натуральний, а дослідження Мері зазнали невдачі. Виявляється, алмаз знайшов Матакіт й підклав у піч, створену Сіпріеном, щоб утішити свого господаря в його марних спробах створити алмаз штучним шляхом. Власником алмазу за договором є не Мері, а Воткінс. Однак долю закоханих вирішує випадок — колись давно Воткінс, використавши судову помилку, обдурив одного Мері, старого бура Якобуса Вандергаарта і привласнив його копальні собі. Повернувши собі своє майно, Вандергаарт дарує алмаз Сіпрієну й Еліс, як весільний подарунок. Сипрієн та Еліс одружуються та виїжджають до Франції. Доля діаманту закінчується несподівано — через рідкісну «хворобу» він самознищується.

## Цікаві факти
В алмазу з роману існував реальний прототип — знайдений у 1869 році алмаз «Зірка Південної Африки» вагою в 83,5 карата. З нього огранили діамант вагою 47,7 карата.